# Carlos Echeverría (político)
Carlos Echeverría Estigarribia (Felipe Matiauda, San Pedro; 9 de octubre de 1978) es un abogado y político paraguayo. Desde diciembre de 2015, es intendente municipal de Luque. Previamente, fue concejal municipal de Luque (2010-15).

## Biografía

### Vida personal y familiar
Nació el 9 de octubre de 1978 en Felipe Matiauda, departamento de San Pedro. Hijo de Rufino Echeverría y Eusebia Estigarribia, a los dos años se mudó junto a sus cinco hermanos a Luque.
Se casó con Mercedes Zelaya Medina, con quien tuvo tres hijas.

### Educación
Se recibió de abogado en la Universidad Autónoma de Luque.

## Trayectoria laboral
Trabajó en la recolección de residuos sólidos humanos y en la venta de agua mineral. Hoy en día tiene dos empresas que se dedican a dichas labores.

## Trayectoria política
Se afilió al Partido Colorado a temprana edad, ocupando cargos en la juventud del partido.
Entre 2010 y 2015 fue concejal municipal de Luque, electo por una lista colorada independiente.
Desde 2015 es intendente de Luque, siendo reelecto para un segundo periodo en 2021.